# Schienenverkehr in Irland

Schienennetz in Irland

Schienennetz in Irland, 1906

Der Schienenverkehr in Irland wird auf 2733 Kilometern Breitspur von 1600 mm abgewickelt, davon 2400 km in den 26 Countys der Republik Irland und 330 km in den sechs Countys von Nordirland. Die Dubliner Straßenbahn verkehrt auf Normalspur von 1435 mm. Museums- und Torfbahnen weisen auch andere Spurweiten auf.

## Geschichte
Die Geschichte der Eisenbahn begann in Irland 1834 – nur neun Jahre, nachdem auf der britischen Nachbarinsel die weltweit erste Eisenbahn überhaupt eröffnet wurde. Die größte Ausdehnung erreichte das Streckennetz 1920 mit 5600 Kilometern. Am Anfang waren verschiedene Spurweiten im Gebrauch: 1435 mm (Normalspur) zwischen Dublin und Kingstown (heute Dún Laoghaire), 1575 mm bei der Dublin and Drogheda Railway, 1880 mm bei der Ulster Railway. Durch ein Gesetz von 1846 wurde für Irland eine Breitspur von 1600 mm festgelegt und bestehende Strecken abweichender Spur wurden darauf umgebaut. Da es sich um einen Inselbetrieb handelt, blieb es seither bei dieser Spurweite, die später auch allgemein „irische Breitspur“ genannt wurde.
Als sich 1922 der Irische Freistaat vom Vereinigten Königreich trennte, das heutige Nordirland aber dort verblieb, durchschnitt die neue internationale Grenze auch eine Reihe von Eisenbahnstrecken. Im Irischen Freistaat wurden 1925 die verschiedenen Bahngesellschaften zur Great Southern Railways zusammengeschlossen. Diese wurde 1945 mit der Dublin United Transport Company zur jetzigen Córas Iompair Éireann (CIÉ) zusammengeschlossen.

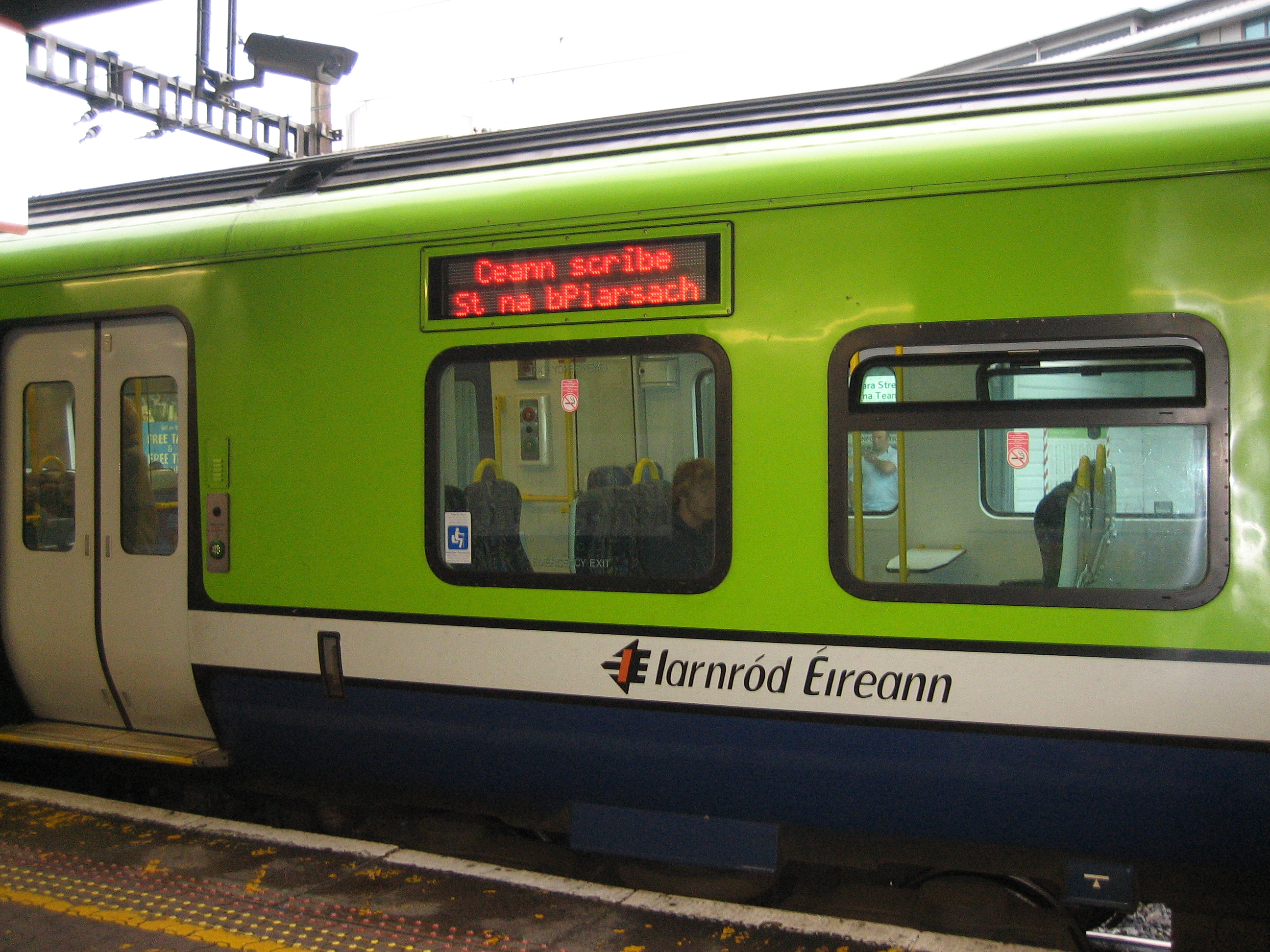
Ein Triebwagen der Iarnród Éireann in Irland. Die Zugzielanzeige nennt Pearse Station (Dublin) als Endbahnhof.

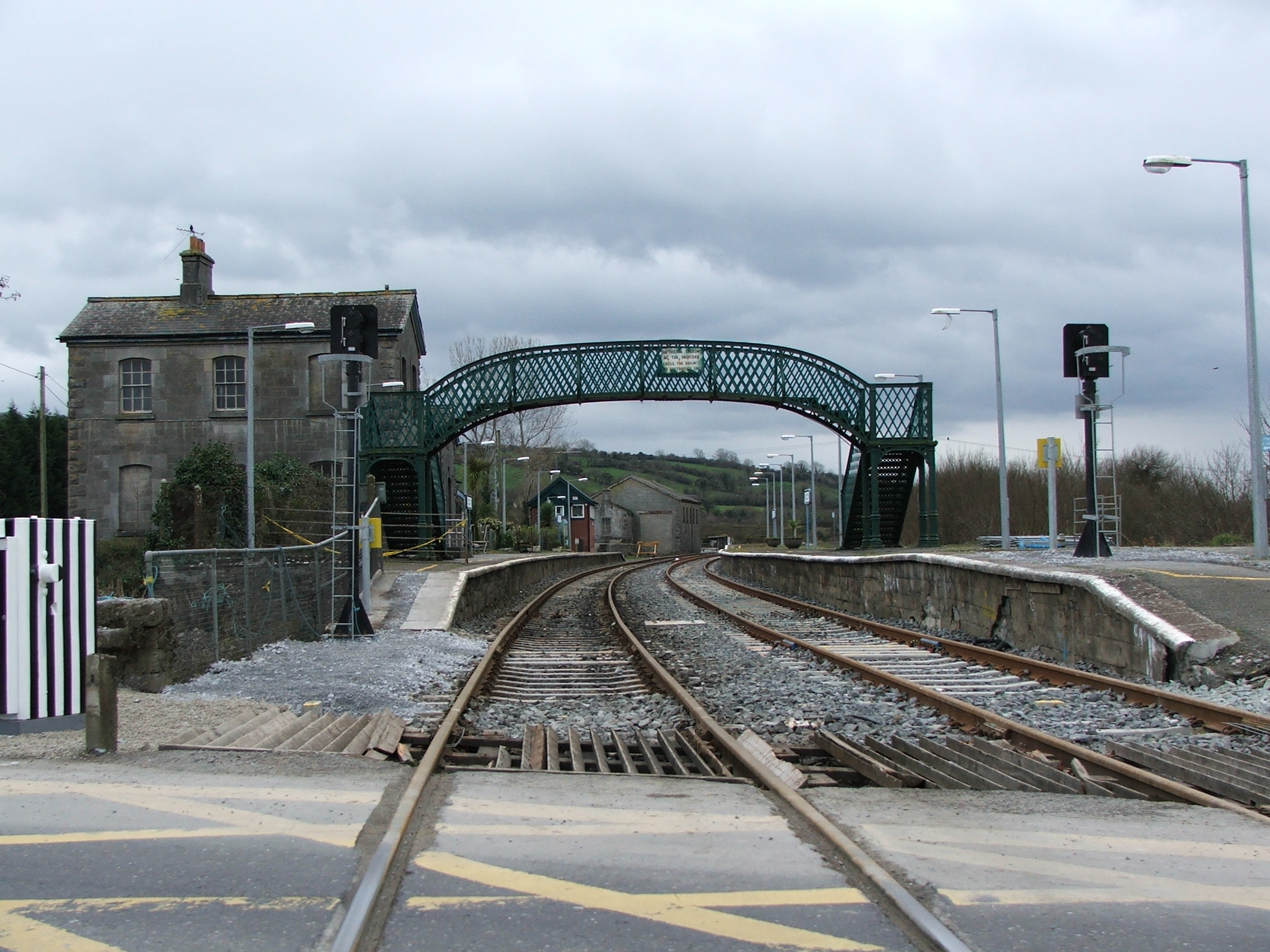
Bahnhof Farranfore, County Kerry

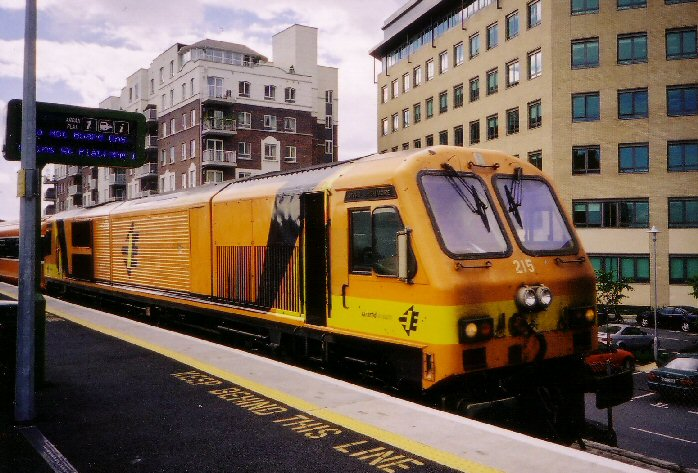
Iarnród Éireann Class 201 Locomotive No. 215 in der Grand Canal Dock DART station, 2001

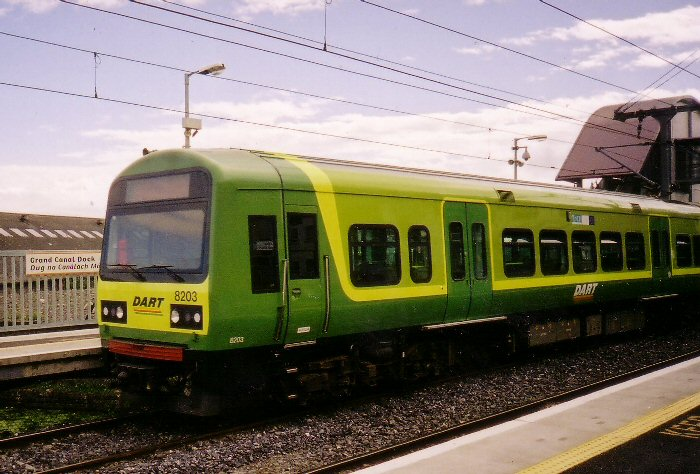
Triebwagen der Dubliner Vorortbahn DART

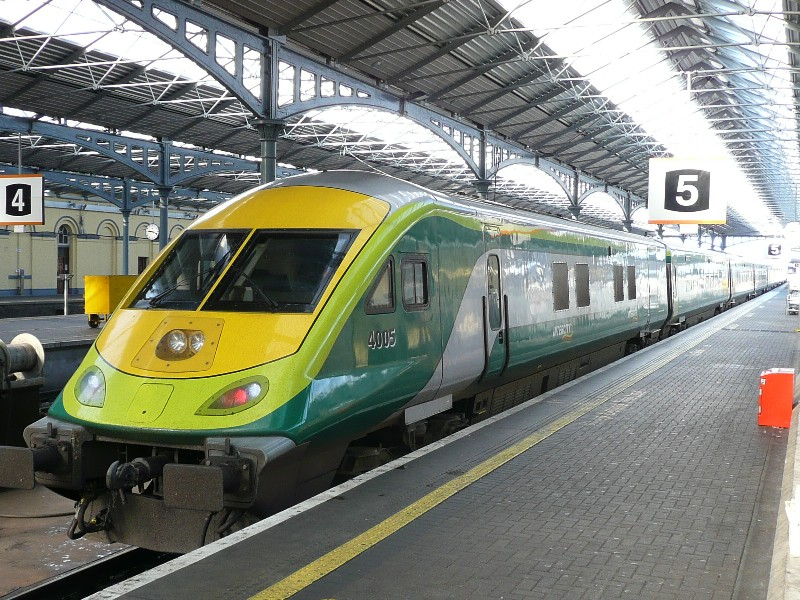
Ein Intercity im Bahnhof Heuston

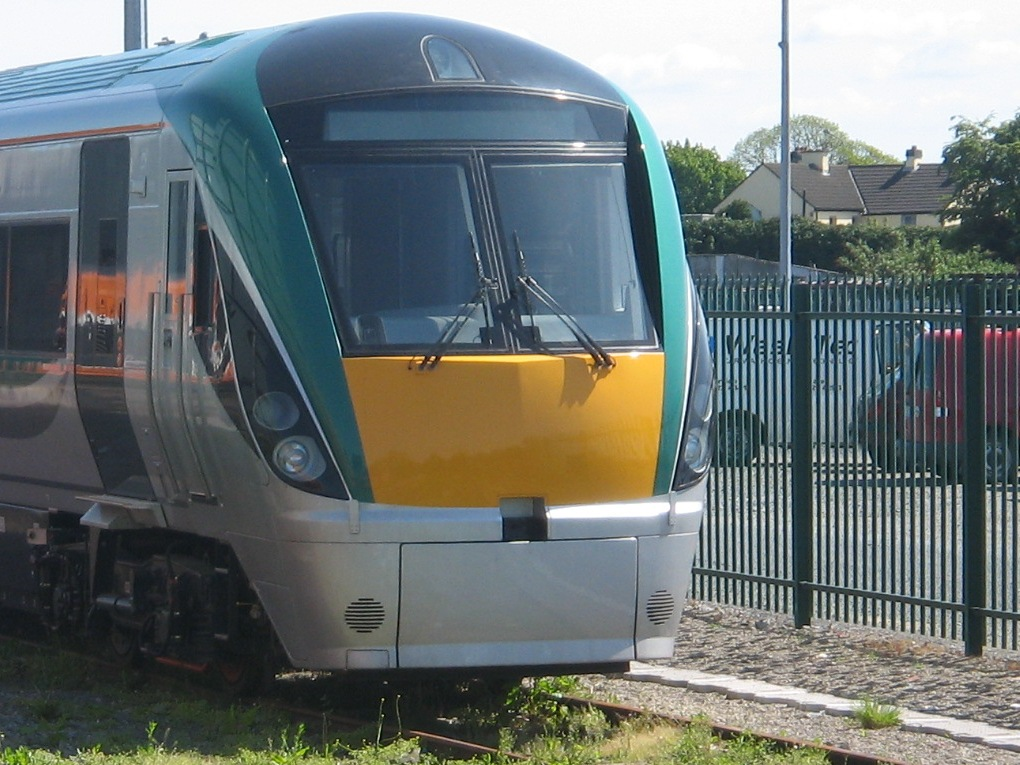
Mit diesen neuen, von Mitsui, Tokyu Car (Japan), und Rotem (Südkorea) gebauten Dieseltriebzügen will IÉ seine Intercity-Flotte modernisieren.

Ausgenommen war die Great Northern Railway, die zahlreiche Strecken betrieb, welche die innerirische Grenze querten. Grenzkontrollen und das unterschiedliche Verhalten beider Staaten im Zweiten Weltkrieg (die Republik Irland blieb offiziell neutral) schadeten dieser Bahngesellschaft. Sie wurde nach einem langen Niedergang im Jahre 1953 verstaatlicht und zunächst als gemeinsames Eigentum der Republik und Nordirlands als Kondominalbahn geführt. Das aber war politisch unerwünscht. Im Mai 1958 wurde die Gesellschaft deshalb aufgelöst und zwischen der Córas Iompair Éireann (CIÉ) einerseits und der Ulster Transport Authority aufgeteilt, wobei alle Arten von Fahrzeugen streng paritätisch verteilt wurden. Die Ulster Transport Authority legte dann die meisten grenzüberschreitenden Strecken still, was schließlich CIÉ zwang, ihre jetzt an der Grenze endenden Streckenteile ebenfalls aufzugeben. Dies und die Stilllegung von Nebenstrecken hat das Netz heute gegenüber seiner größten Ausdehnung mehr als halbiert.
Im Jahr 1987 wurde CIÉ in eine Holdinggesellschaft umgewandelt und für den Bereich Schienenverkehr wurde das eigenständige Eisenbahnverkehrsunternehmen Iarnród Éireann als operative Gesellschaft gegründet.
Im Norden betreibt den Schienenverkehr heute die Northern Ireland Railways, im Süden die Iarnród Éireann. Beide Gesellschaften sind Tochtergesellschaften staatlicher Transportunternehmen, zu deren Aufgaben auch Bus- und andere Straßentransportunternehmen zählen, Translink im Norden und CIÉ in der Republik. Die Eisenbahn in Nordirland war von der Bahnprivatisierung im Rest des Vereinigten Königreichs nicht betroffen.

## Schienennetz
Von den 1919 Kilometern in der Republik sind 497 km zweigleisig, im Norden 140 km von 340 km. In der Republik Irland sind die 52 km langen Strecken der Vorortbahnen der Hauptstadt Dublin (DART = Dublin Area Rapid Transit) elektrifiziert, in Nordirland wird nur mit Dieselfahrzeugen gefahren.
Von dem einst dicht geknüpften Netz sind vor allem sternförmig von Dublin ausgehende Hauptstrecken übrig geblieben, darunter die Verbindung mit Belfast und dem dortigen Netz.

## Verkehrsleistung
Im Jahre 2005 wurden im Norden 7,4 Millionen Passagiere befördert, wobei 236 Millionen Personenkilometer geleistet wurden. Im Süden waren es 37,7 Millionen Passagiere mit 1781 Millionen Personenkilometern.
Dublin und Belfast sind durch eine Schnellzuglinie verbunden, die unter dem Markennamen „Enterprise“ gemeinsam von den Eisenbahngesellschaften der Republik und des Nordens betrieben wird. Grenzkontrollen finden nicht statt. Montags bis samstags fahren acht Zugpaare, sonntags fünf. Die planmäßige Reisezeit beträgt ungefähr zwei Stunden.
Im Güterverkehr wurden 2004 von Iarnród Éireann noch 2,3 Millionen Tonnen mit 399 Millionen Tonnenkilometern befördert. Der irische Schienengüterverkehr hatte 2020 eine Transportleistung von jährlich 74 Millionen Tonnenkilometern (zum Vergleich: im kleineren Luxemburg 162 Mio. tkm).

## Straßenbahn
Nachdem zwischen 1949 und 1959 die Straßenbahn in Dublin eingestellt worden war, verkehrt hier seit 2004 die Straßenbahn Luas. Luas mit seinen zwei Linien wird von Transdev betrieben. Sie fährt auf Normalspur von 1435 mm und wird mit Gleichstrom mit einer Spannung von 750 Volt versorgt. Diese Spurweite ist für Irland ungewöhnlich, weltweit jedoch Standard, ausgenommen in den Nachfolgestaaten der Sowjetunion.

## Untergrundbahn
In Dublin ist die Einführung einer Untergrundbahn geplant. Frühere Planungen sahen zwei Linien, Metro North und Metro West vor, die in Public Private Partnership entstehen sollen.
Aktuellere Planungen unter dem Namen MetroLink sehen nur noch den Bau einer einzigen U-Bahn-Trasse mit einem ähnlichen Verlauf wie die Metro North vor. Sie soll von Swords nördlich von Dublin, über den Flughafen und das Stadtzentrum, bis zur Station Charlemont führen. Die Trasse ist rund 19 Kilometer lang, umfasst sowohl unter- als auch oberirdische Abschnitte und soll über 16 Stationen verfügen. Die Reisezeit vom Flughafen ins Stadtzentrum soll rund 20 Minuten betragen. Die Bedienung soll vom frühen Morgen bis nach Mitternacht an sieben Tagen pro Woche erfolgen. Die Taktung soll zwischen dem Flughafen und dem Stadtzentrum 4–5 Minuten betragen, wobei eine spätere Taktverdichtung auf bis zu 90 Sekunden möglich ist. An mehreren Stationen sollen Umstiegsmöglichkeiten zu anderen Verkehrsmitteln bestehen, so an der geplanten Station Glasnevin (zur Eisenbahn), an der Station O’Connell (zur Straßenbahn) und an der Station Tara (zum DART-Vorortverkehr).
Der Eröffnungstermin war ursprünglich für 2027 angesetzt. Die Baugenehmigung (Railway Order) für die Strecke wurde am 30. September 2022 beantragt. Mit einer Eröffnung der Strecke wird mittlerweile frühestens 2034 gerechnet. Zu einem späteren Zeitpunkt ist auch die Umwandlung der Straßenbahnstrecke „Green Line“ zwischen Charlemont und Sandyford in eine Metro-Strecke angedacht. Die Strecke Metro West, die als Tangente nordwestlich um Dublin herum führen und vor allem den Autobahnring M50 entlasten soll, wird Stand 2018 nicht weiterverfolgt.

## Torfbahnen
Neben dem öffentlichen Schienennetz betreibt Bord na Móna (deutsch Torfagentur) ein Schmalspurnetz mit einer Spurweite von 3 Fuß = 914 mm von etwa 1365 km Länge, mit dem der abgebaute Torf transportiert wird, wie z. B. auf der Clonmacnoise and West Offaly Railway. 850 km davon sind dauerhaft verlegte Gleise, der Rest wird je nach Bedarf gelegt und wieder abgebaut. Jährlich werden rund 5 Millionen Tonnen gemahlener Torf transportiert.

## Einschienenbahn
Von 1888 bis 1924 verkehrte die Listowel and Ballybunion Railway im County Kerry. Es handelte sich dabei um die erste kommerziell betriebene Einschienenbahn der Welt. Sie wurde nach dem System Lartigue betrieben. 2003 wurde ein Nachbau dieser Bahn auf einer 1000 Meter langen Strecke in Listowel eröffnet.

## Ausbauplanungen
Die irische Regierung hat mit „Transport 21“ einen Plan zum Ausbau des Verkehrswesens auf der Insel vorgelegt, der auch die Wiederbelebung des Schienenverkehrs vorsieht.
CIÉ plant einen Ausbau des Schienenverkehrs, unter anderem durch die Wiederbelebung der rund 58 Kilometer langen Bahnstrecke von Ennis nach Athenry. Sie wurde am 30. März 2010 wiedereröffnet und ermöglicht erstmals nach 34 Jahren einen direkten Bahnverkehr zwischen Limerick und Galway. In einer weiteren Phase ist der Wiederaufbau der weiter nach Norden führenden Strecke geplant.
Im Norden wurden einige Strecken neu verlegt.